# Monoctenia eximia
Monoctenia eximia är en fjärilsart som beskrevs av Oswald Beltram Lower 1892. Monoctenia eximia ingår i släktet Monoctenia och familjen mätare. Inga underarter finns listade i Catalogue of Life.